# Ubstadt-Weiher
Ubstadt-Weiher é um município da Alemanha, no distrito de Karlsruhe, na região administrativa de Karlsruhe, estado de Baden-Württemberg.

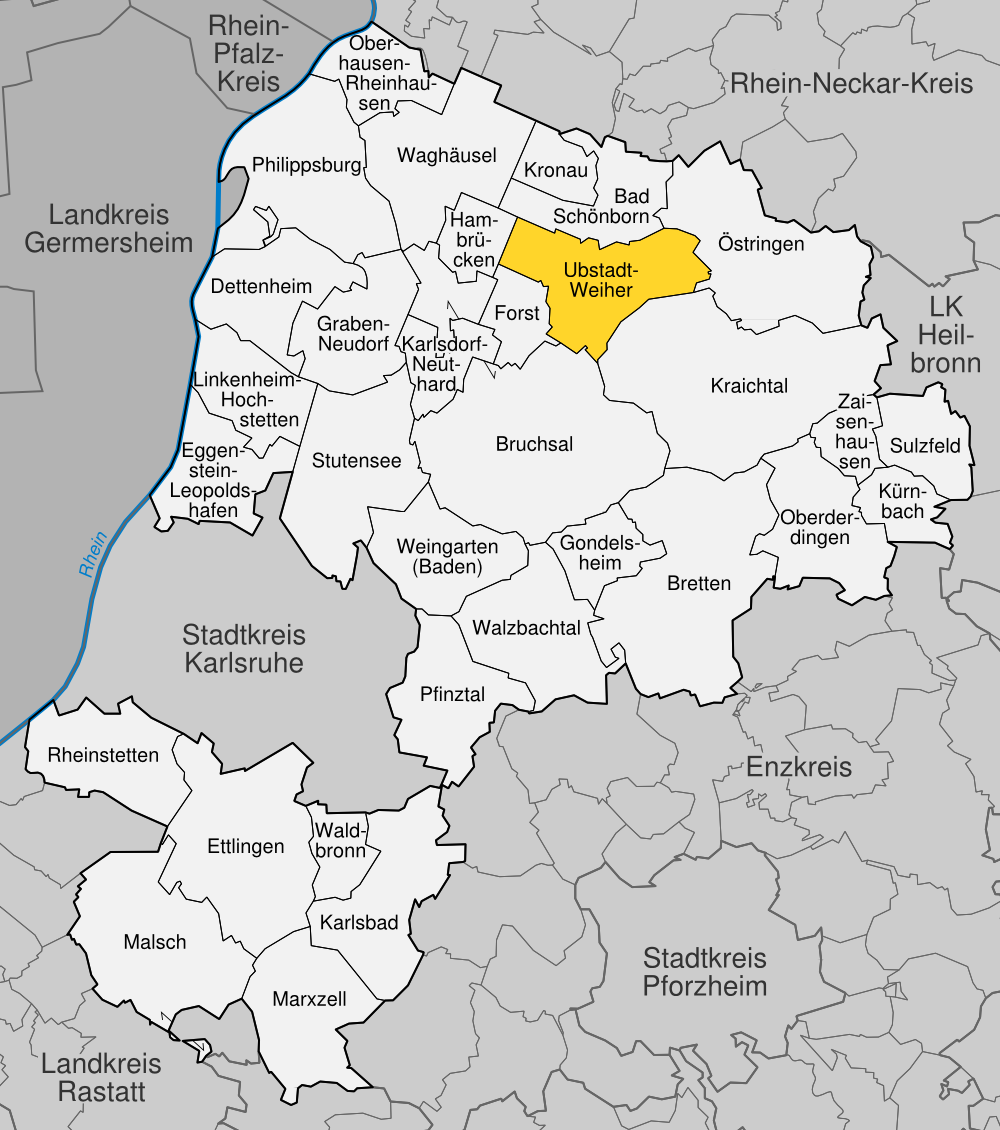
Ubstadt-Weiher no distrito de Karlsruhe